# Félix Hernández
Artikeln följer den spanska namnseden; faderns efternamn är Hernández och moderns efternamn García.
Félix Abraham Graham Hernández García, ofta kallad King Félix, född den 8 april 1986 i Valencia, är en venezuelansk-amerikansk professionell basebollspelare som är under kontrakt med Baltimore Orioles i Major League Baseball (MLB). Hernández är högerhänt pitcher.
Hernández spelade 15 säsonger (2005–2019) för Seattle Mariners och blev mycket populär bland klubbens supportrar. Från 2011 fanns det en särskild läktarsektion i Mariners hemmaarena Safeco Field, kallad "King's Court", där han hyllades särskilt ljudligt.
Hernández har vunnit en Cy Young Award och har tagits ut till sex all star-matcher. Han har två gånger haft lägst earned run average (ERA) och en gång flest vinster i American League. Den 15 augusti 2012 pitchade han en perfect game, den blott 23:e i MLB:s då 136-åriga historia.

## Karriär

### Major League Baseball

#### Seattle Mariners
Hernández upptäcktes 2000 som 14-åring i sitt hemland Venezuela av talangscouter för Seattle Mariners. Han skrev kontrakt med klubben två år senare och erhöll då en bonus på 710 000 dollar. Det fanns andra klubbar, såsom New York Yankees och Atlanta Braves, som också var intresserade av honom och som erbjöd mer pengar än Seattle. Hernández och hans far hade dock fått förtroende för Seattles representanter.
Året efter, 2003, gjorde Hernández debut som proffs i Mariners farmarklubbssystem. Han fick börja spela för Everett AquaSox i Northwest League (Short season A) och flyttades i slutet av säsongen upp till Wisconsin Timber Rattlers i Midwest League (A). Han hade en fin första säsong och var totalt 7–2 (sju vinster och två förluster) med en ERA på 2,22 och 91 strikeouts på 13 matcher (69,0 innings pitched). Han utsågs till Northwest Leagues all star-lag och till Everetts mest värdefulla pitcher. Under den följande vintern spelade han i Liga Venezolana de Béisbol Profesional (LVBP) i sitt hemland.
Hernández inledde 2004 års säsong för Inland Empire 66ers of San Bernardino i California League (Advanced A) och spelade senare även för San Antonio Missions i Texas League (AA). Han fortsatte att övertyga och var 14–4 med en ERA på 2,95 och 172 strikeouts på 26 matcher (149,1 innings pitched). Han utsågs till California Leagues all star-lag och till Mariners Minor League Pitcher of the Year. Dessutom togs han ut till Futures Game, en match mellan de främsta talangerna i Minor League Baseball som spelas i samband med MLB:s all star-match.

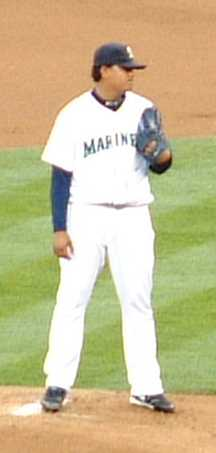
Hernández under en match i augusti 2005.

Inför 2005 års säsong rankades Hernández av den ansedda tidningen Baseball America som den bästa unga pitchern i MLB och den näst bästa unga spelaren över huvud taget efter Joe Mauer. Hans framgångar i farmarligorna fortsatte. Han hade nu flyttats upp till Seattles högsta farmarklubb Tacoma Rainiers i Pacific Coast League (AAA), där han trots en månads skadefrånvaro på grund av bursit i höger axel var 9–4 med en ERA på 2,25 och 100 strikeouts på 19 matcher (88,0 innings pitched). Skadan gjorde att han inte kunde delta i AAA-nivåns all star-match trots att han var uttagen. I början av augusti valde Mariners att plocka upp honom till moderklubben och han gjorde sin MLB-debut den 4 augusti mot Detroit Tigers. Han var då bara 19 år och 118 dagar och var den yngsta pitchern i MLB sedan José Rijo 1984. Han erhöll sin första vinst i sin andra start, den 9 augusti mot Minnesota Twins, där han pitchade åtta inningar utan att tillåta någon poäng. I sin tredje start, den 15 augusti mot Kansas City Royals, hade han elva strikeouts och blev därmed den första tonåringen att göra minst tio strikeouts i en MLB-match sedan Dwight Gooden 1984. Det tog hela 112 slagmän innan Hernández tillät sin första extra-base hit. Under säsongen gjorde han tolv starter för Mariners och var under dessa 4–4 med en ERA på 2,67 och 77 strikeouts. Motståndarna hade bara 0,203 i slaggenomsnitt mot honom. Han var den yngsta spelaren i American League den säsongen. Han utsågs till Pacific Coast Leagues Rookie of the Year och Pitcher of the Year.
Inför nästa säsong togs Hernández ut till Venezuelas landslagstrupp till World Baseball Classic 2006, men efter överklagan av Mariners spelade han inte i turneringen. Han nådde inte upp till den nivå som Seattle hade hoppats på under säsongen, där han hade fler förluster (14) än vinster (tolv) och hade en ERA på 4,52 och 176 strikeouts på sina 31 starter (191,0 innings pitched). Mariners begränsade hans speltid något för att undvika skada på sitt unga stjärnskott, men han pitchade ändå flest inningar i klubben och hade även flest vinster och strikeouts. Hans fastball var hårdast av alla starters i MLB (95,2 miles per hour eller 153,2 kilometer i timmen i genomsnitt). Han presterade sin första complete game i MLB den 11 juni mot Los Angeles Angels of Anaheim och sin första shutout den 28 augusti, också mot Angels. Den senare matchen tog bara en timme och 51 minuter, vilket var den kortaste matchen dittills i Safeco Fields historia (arenan invigdes 1999). Även under 2006 års säsong var han den yngsta spelaren i American League.
2007 fick Hernández, som under vinteruppehållet hade gått ned nästan tio kilogram i vikt, äran att starta Mariners första match för säsongen och han tackade för förtroendet genom att hålla nollan i åtta inningar och sätta personligt rekord med tolv strikeouts. Han var den yngsta pitchern att starta en MLB-klubbs första match för säsongen sedan Dwight Gooden 1985 och man fick gå tillbaka ända till 1967 och Bob Gibson för att hitta en pitcher som gjorde minst tolv strikeouts utan att tillåta någon poäng i en öppningsmatch. Bara Pedro Martínez och Randy Johnson (två gånger) hade över huvud taget haft minst så många strikeouts i en öppningsmatch under de föregående 14 åren. Hernández var ännu bättre i sin andra start, där han överglänste Boston Red Sox nya, omskrivna pitcher Daisuke Matsuzaka. Hernández pitchade en shutout och tillät bara Bostons slagmän en enda hit, vilken kom först i den åttonde inningen. Han var den yngsta pitchern i MLB på 20 år att ha en no-hitter på gång efter sju inningar. I nästa match skadade han dock sig i höger armbåge och var borta från spel i nästan en månad. Resten av säsongen gick litet upp och ned för Hernández och han var till slut 14–7 med en ERA på 3,92 och 165 strikeouts på sina 30 starter (190,1 innings pitched). Han hade ändå flest strikeouts i klubben och lägst ERA bland klubbens starters. Återigen var hans fastball hårdast av alla starters i MLB (95,6 miles per hour eller 153,9 kilometer i timmen i genomsnitt).

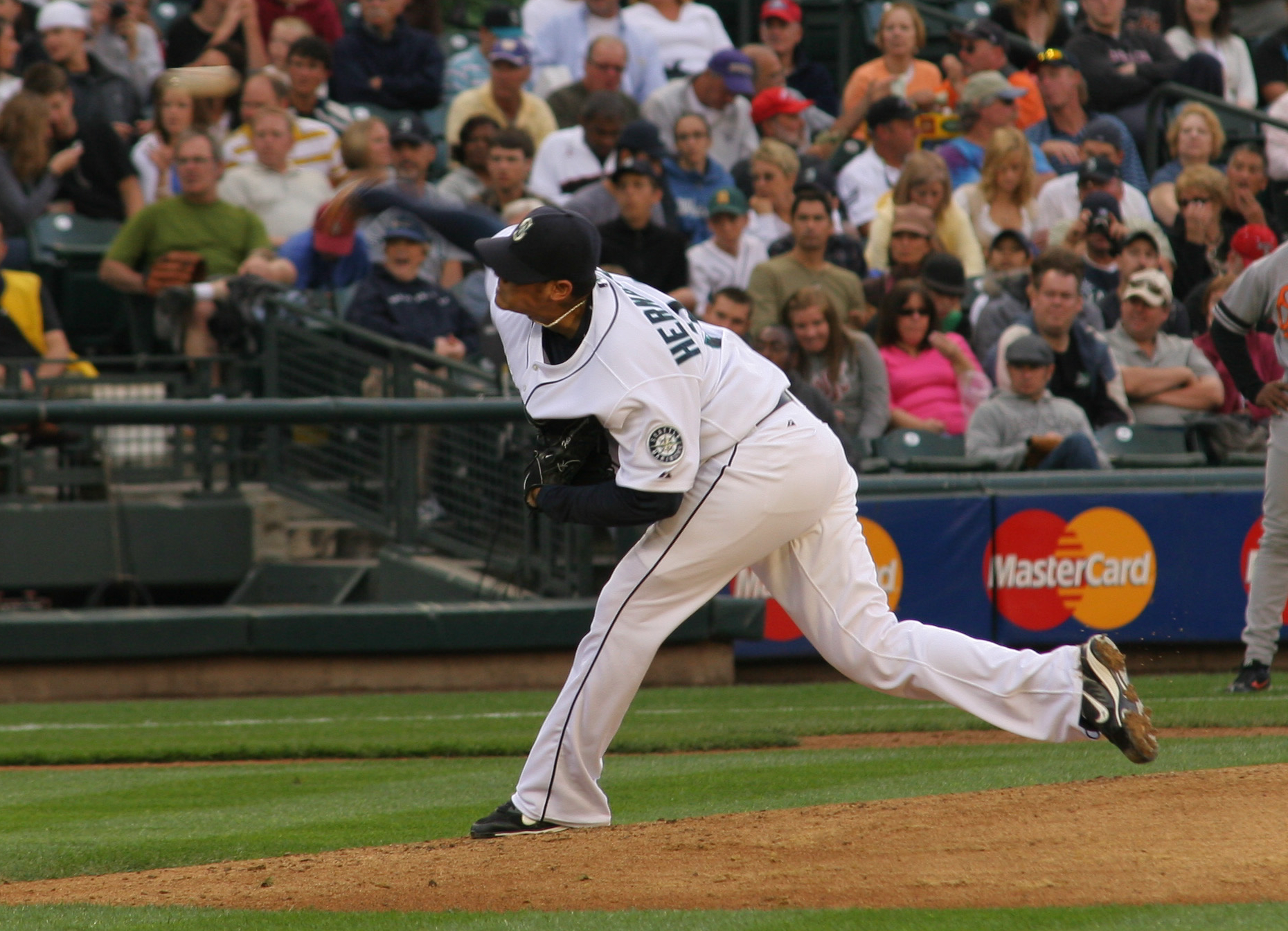
Hernández i aktion under en match i augusti 2008.

Den 17 juni 2008 i en match mot Florida Marlins pitchade Hernández en så kallad immaculate inning, innebärande att han gjorde tre strikeouts med hjälp av det lägsta tänkbara antalet kast – nio. Bara tolv pitchers i American Leagues historia hade lyckats med det tidigare. I sin nästa start den 23 juni mot New York Mets slog han en grand slam homerun, hans första homerun under MLB-karriären, mot landsmannen Johan Santana i vad som skulle visa sig vara hans enda at bat under hela säsongen. Ingen pitcher i Mariners klubbhistoria hade tidigare slagit en homerun och senaste gången en pitcher i American League slog en grand slam homerun var 1971, två år före det att ligan införde designated hitter-regeln. Senare i samma match blev han skadad i en kollision med Carlos Beltrán. Han gjorde comeback drygt två veckor senare. Totalt under säsongen var Hernández 9–11 med en ERA på 3,45 och 175 strikeouts på 31 starter och han nådde 200 innings pitched (200,2) för första gången. Den dåliga vinstprocenten förklarades av att han fick mycket dålig hjälp av sina lagkamrater, bara 3,86 poäng per match i genomsnitt, vilket var näst sämst bland starters i American League. I hans elva no-decisions (matcher där han varken fick en vinst eller en förlust) var hans ERA så bra som 2,72. Han var bäst i klubben avseende vinster, strikeouts och innings pitched samt bäst bland klubbens starters avseende ERA. Han kastade hårdast fastball bland alla starters i American League (94,6 miles per hour eller 152,2 kilometer i timmen i genomsnitt).
I januari 2009 kom Hernández och Mariners överens om ett nytt kontrakt värt 3,8 miljoner dollar över en säsong, en rejäl löneförhöjning jämfört med de 540 000 dollar som han tjänade 2008. Parterna undvek därigenom ett skiljeförfarande. Under försäsongsträningen deltog Hernández i World Baseball Classic (se nedan). För andra gången fick han starta för Seattle på Opening Day och även denna gång visade han sig värdig denna ära genom att bara tillåta en poäng på åtta inningar. Från mitten av april till början av maj radade han upp 22 raka inningar utan att tillåta motståndarna att göra någon poäng och även i juni pitchade han mycket bra; på fem starter var han 3–0 med en ERA på 0,94 och 35 strikeouts. En av starterna var en shutout där han bara tillät två hits och under en period höll han nollan i 20 raka inningar. Detta var tillräckligt bra för att han skulle utses till Pitcher of the Month i American League för första gången under karriären. Det dröjde sedan bara till september samma år (även matcher i oktober räknades in) innan han erhöll samma utmärkelse igen efter att ha varit 6–0 med en ERA på 1,52 och 38 strikeouts på sju starter. Däremellan hann han i juli bli uttagen till sin första all star-match. Vid den tidpunkten av säsongen var han 8–3 med en ERA på 2,62 och 114 strikeouts och han var den yngsta spelaren i all star-matchen. Hernández säsong var hans bästa dittills med personliga rekord bland annat i kategorierna vinster (19), vinstprocent (0,792, 19–5), ERA (2,49), innings pitched (238,2) och strikeouts (217). Antalet vinster var delat bäst i hela MLB, och nytt klubbrekord för högerhänta pitchers, medan vinstprocenten och motståndarnas slaggenomsnitt (0,227) var bäst i American League. Han var även bäst i American League i hits per nio innings pitched (7,54), näst bäst i ERA, tredje bäst i innings pitched och fjärde bäst i strikeouts. Han hade 29 quality starts (minst sex innings pitched och högst tre earned runs), vilket var bäst i MLB och nytt klubbrekord. Mindre smickrande var att han var delat sämst i MLB, och satte nytt klubbrekord, avseende wild pitches (17). Efter säsongen kom han tvåa efter Zack Greinke i omröstningen till American Leagues Cy Young Award, priset till ligans bästa pitcher. Han vann dock Luis Aparicio Award, som den bästa spelaren i MLB från Venezuela.

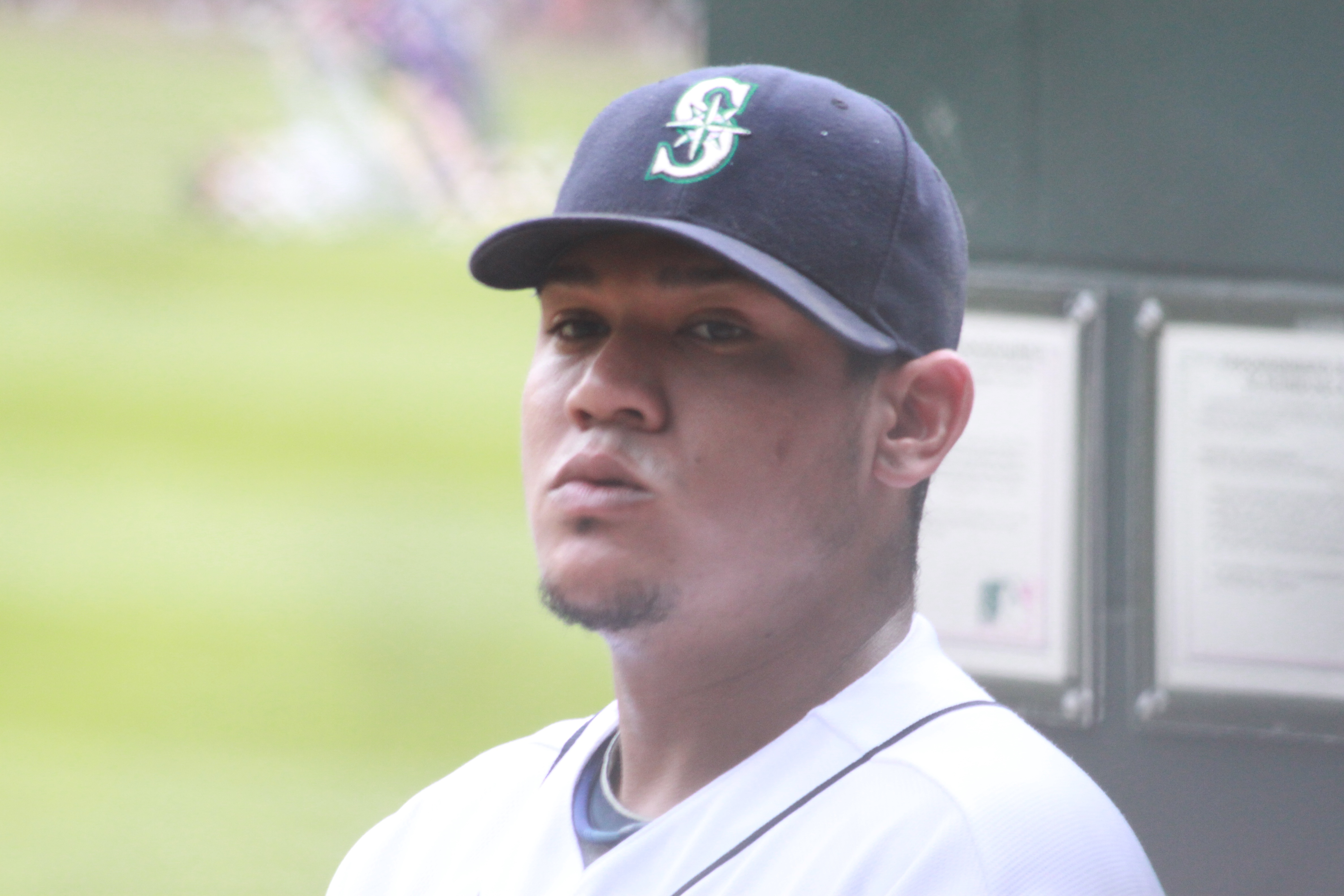
Hernández inför en match i juni 2010, säsongen då han vann Cy Young Award.

Hernández och Mariners kom inför 2010 års säsong överens om ett nytt femårigt kontrakt värt 78 miljoner dollar. Han skulle annars ha blivit free agent efter 2011. Säsongen inleddes med att han fick starta Mariners öppningsmatch för tredje gången. Hernández säsong utvecklade sig sedan till att bli ännu bättre än 2009 och gav honom American Leagues Cy Young Award, trots att han bara var 13–12. Han hade nämligen lägst ERA (2,27) i hela MLB, vilket även var nytt klubbrekord. Särskilt efter all star-uppehållet var han superb med en ERA på bara 1,53. Bara två starters i American League hade haft lägre ERA under andra halvan av säsongen på de föregående 25 säsongerna (Roger Clemens hade 0,97 1990 och Johan Santana hade 1,21 2004). Han hade även flest innings pitched (249,2), lägst slaggenomsnitt för motståndarna (0,212), lägst antal hits per nio innings pitched (6,99), flest quality starts (30) och delat flest starter (34) i American League. Bara Roy Halladay hade haft fler innings pitched i American League sedan 1998 (Halladay pitchade 266,0 inningar 2003). Antalet quality starts var nytt klubbrekord och högst i American League sedan Bret Saberhagen hade 30 quality starts 1989. Vidare hade Hernández näst flest strikeouts (232) i ligan, tillika nytt klubbrekord för högerhänta pitchers. Fyra av dessa kom i samma inning, den åttonde, i en match mot Minnesota Twins den 3 juni, och det var bara den tredje gången i Seattles klubbhistoria som en pitcher hade fyra strikeouts i samma inning. Han satte personligt rekord med 13 strikeouts i en match mot Oakland Athletics den 10 augusti och den 1 000:e strikeouten i hans MLB-karriär kom 15 dagar senare mot Boston Red Sox. Han var då 24 år och 139 dagar gammal och blev den fjärde yngsta sedan 1900 att nå denna milstolpe efter Bob Feller, Bert Blyleven och Dwight Gooden. Att Hernández hade så få vinster berodde precis som två år tidigare på att Seattles slagmän var så dåliga. Han hade minst hjälp av alla starters i American League, 3,10 poäng per match i genomsnitt. I tio av hans starter gjorde Mariners antingen noll eller bara en poäng. Ingen starter som vunnit Cy Young Award i en icke avkortad säsong hade tidigare haft så få vinster och ingen starter som fått priset hade tidigare haft färre än sex fler vinster än förluster. Det var andra gången som en Mariner vann priset efter Randy Johnson 1995 och tredje gången som priset gick till en pitcher från Venezuela efter Johan Santana 2004 och 2006. Anmärkningsvärt var att Hernández vann priset under en säsong där han inte blev uttagen till all star-matchen.

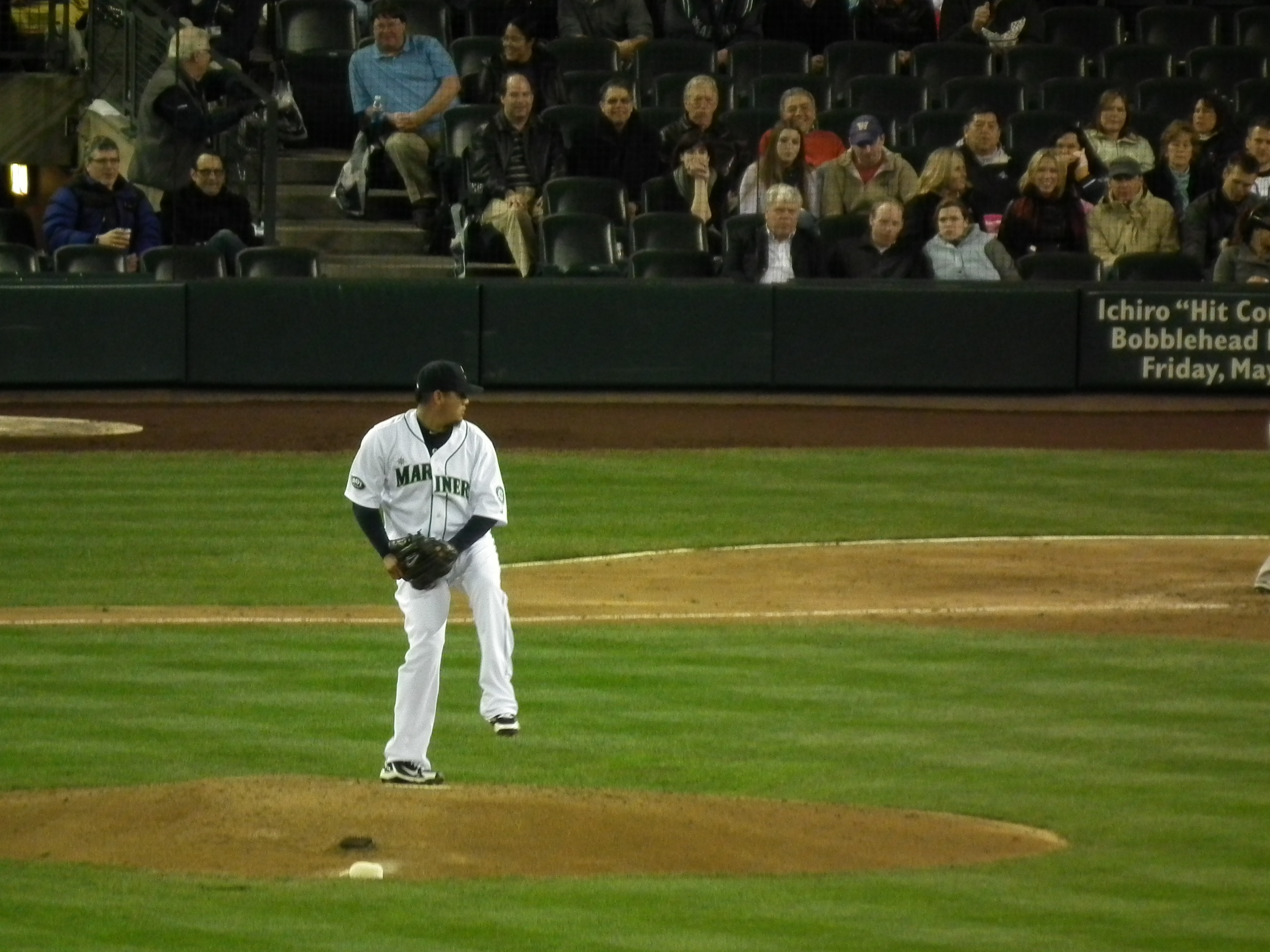
Hernández på väg att kasta under en match i april 2011.

Även 2011 fick Hernández starta på Opening Day och som vanligt gjorde han det bra – en complete game, den första för en Mariner på Opening Day, där han bara tillät fem hits och två poäng. I och med det var han 3–0 med en ERA på 1,71 på sina fyra starter på Opening Day under karriären. Den 16 april pitchade han bara fem inningar och det bröt en svit där han i 30 raka starter pitchat minst sex inningar, den tredje längsta sviten i Mariners historia. I motsats till föregående säsong togs han ut till all star-matchen, men fick inte delta då han pitchat för nära inpå den. Hans säsong var inte lika bra som 2010, men ändå helt okej. Han var 14–14 med en ERA på 3,47 och 222 strikeouts på 33 starter (233,2 innings pitched). Hans fem complete games var delat näst bäst i American League och i strikeouts var han fjärde bäst. Han var den tredje Mariners-pitchern som haft tre raka säsonger med minst 200 strikeouts efter Mark Langston 1986–1988 och Randy Johnson 1991–1995 och före Hernández var det bara Kerry Wood som under de föregående 20 MLB-säsongerna hade haft tre säsonger med minst 200 strikeouts vid 25 års ålder eller tidigare.
För fjärde gången i rad och femte gången totalt startade Hernández Seattles första match för säsongen 2012, vilken spelades i Tokyo i Japan. Sin vana trogen gjorde han en fin insats och pitchade åtta inningar där han bara tillät fem hits och en poäng. Han sänkte därmed sin ERA på Opening Day till 1,59. I slutet av juni och början av juli pitchade han under en period 20 raka inningar utan att tillåta någon poäng. Han blev uttagen till all star-matchen igen, men precis som föregående år hölls han utanför matchen på grund av att han pitchat en lång match strax före. Från mitten av juni till slutet av augusti var han i princip oslagbar då han på 14 starter var 9–0 med en ERA på 1,40. I detta ingick en serie av tolv starter där han gjorde hela fem shutouts, vilket var flest under säsongen i hela MLB och nytt klubbrekord. Ingen pitcher i American League hade haft fem shutouts sedan David Wells 1998 och det var samma år som det senast hände att en pitcher i MLB (Randy Johnson) hade minst fem shutouts på tolv starter. Fyra av Hernández shutouts slutade 1–0 och det var han den tredje pitchern i MLB att lyckas med sedan 1969; de andra två var Fergie Jenkins 1974 och Bert Blyleven 1976. Tre av dessa 1–0-shutouts kom i augusti och det var bara två pitchers i MLB som kopierat den bedriften under en kalendermånad – Dick Rudolph i augusti 1916 och Carl Hubbell i juli 1933. En av Hernández shutouts, den 15 augusti mot Tampa Bay Rays, var inte bara en shutout utan också varje pitchers dröm – en perfect game. Det hade bara inträffat 22 sådana tidigare i MLB:s historia, ingen i Mariners klubbhistoria, och bara en av dessa hade kastats av en pitcher född utanför USA (Dennis Martínez från Nicaragua). Vidare var detta den fjärde no-hittern i Mariners klubbhistoria. Föga förvånande utsågs Hernández både till den veckans Player of the Week i American League och till augusti månads Pitcher of the Month i samma liga. Efter en svag avslutning slutade Hernández säsongen 13–9 med en ERA på 3,06 och 223 strikeouts på 33 starter (232,0 innings pitched). Det var sjätte året i rad som han hade lägst ERA bland klubbens starters (med minst 162 innings pitched). Återigen sveks han av klubbens slagmän som i genomsnitt bara gjorde 3,65 poäng per match i hans starter, näst sämst i American League. Förutom i shutouts var han bäst i MLB i starter med högst en tillåten poäng (17). I American League var han etta i homeruns per nio innings pitched (0,54), tvåa i innings pitched och complete games (fem) samt delad trea i strikeouts. Ingen Mariner hade tidigare haft fyra raka säsonger med minst 200 innings pitched och 200 strikeouts.

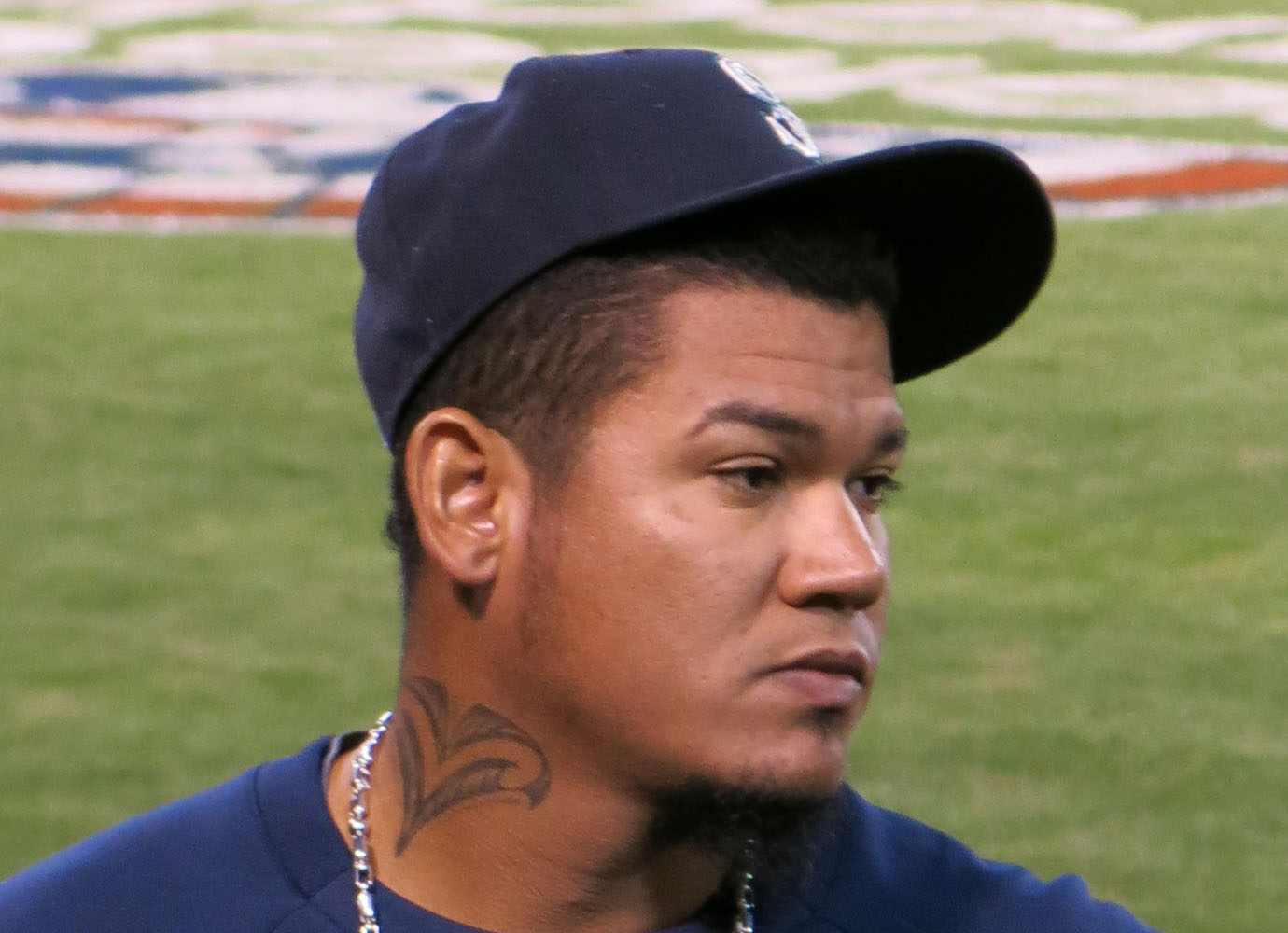
Hernández i april 2013.

Trots att det var två år kvar på Hernández kontrakt kom han och Mariners i februari 2013 överens om ett nytt kontrakt över sju år, det längsta i klubbens historia, till och med 2019. Det rapporterades vara värt 175 miljoner dollar, vid den tidpunkten det största kontraktet för en pitcher i MLB:s historia både avseende totalsumma och genomsnitt per år. Rekordet stod sig dock bara i drygt en månad innan Justin Verlander skrev på ett kontrakt med Detroit Tigers som garanterade honom 180 miljoner dollar för de kommande sju åren. Hernández startade för femte året i rad och sjätte gången totalt för Seattle på Opening Day och tangerade därmed Randy Johnsons klubbrekord på sex starter på Opening Day. Hernández höll nollan i 7,2 inningar och sänkte sin ERA på Opening Day ytterligare till 1,33. Senare i samma månad, den 22 april mot Houston Astros, nådde han milstolpen 100 vinster. Bara Jamie Moyer och Randy Johnson hade tidigare haft så många vinster för Mariners och vid nyss fyllda 27 år var han den sjätte yngsta att nå milstolpen bland pitchers i MLB vars karriärer inleddes 1969 eller senare. För tredje året i rad blev han uttagen till all star-matchen, och den här gången spelade han i den i motsats till de två föregående gångerna. I juli hade han en period där han höll nollan i 24,1 raka inningar, ett nytt personligt rekord. Han pitchade dock ovanligt dåligt för att vara honom från början av augusti och fram till säsongsslutet; på de sista åtta starterna var han 1–6 med en ERA på 5,77. Han missade en stor del av september med en bukmuskelskada, men när han kom tillbaka den 22 september mot Los Angeles Angels of Anaheim satte han ett nytt MLB-rekord i antal strikeouts i en start som bara varade i fyra inningar (tio). Totalt under säsongen var han 12–10 med en ERA på 3,04 och 216 strikeouts på 31 starter (204,1 innings pitched). Han satte nytt personligt rekord genom att ha 9,51 strikeouts per nio innings pitched. Han var nu uppe i fem raka säsonger med minst 200 innings pitched och 200 strikeouts.

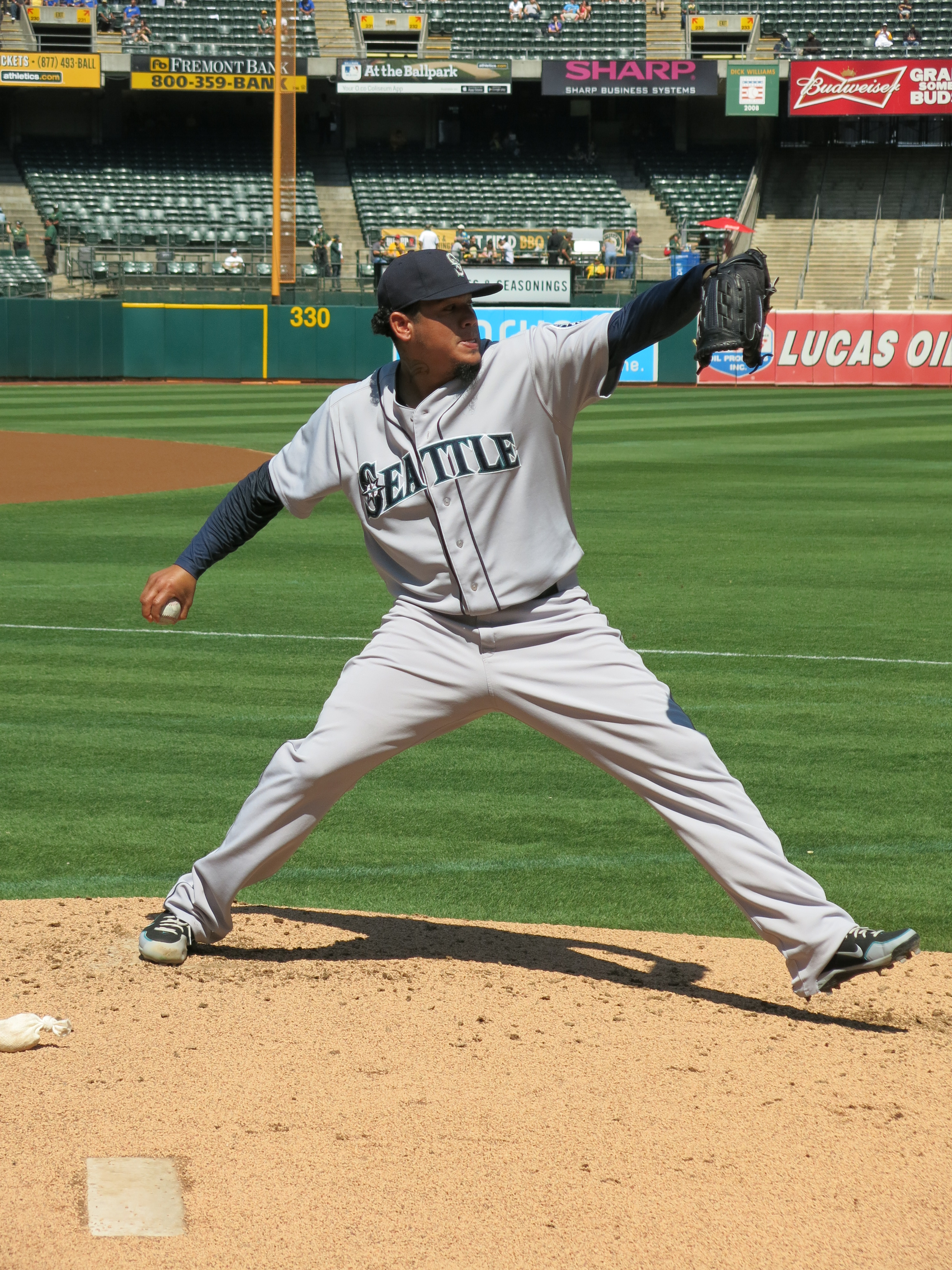
Hernández värmer upp inför en match i september 2014.

Även 2014 fick Hernández starta Seattles första match för säsongen och han satte därmed ett nytt klubbrekord med sju starter på Opening Day. Han var den enda pitchern i MLB:s historia (sedan 1900) att starta sju matcher på Opening Day före 28 års ålder. Han inledde säsongen bättre än han gjort någon gång tidigare och var efter 14 starter 8–1 med en ERA på 2,39. I den 14:e starten den 8 juni mot Tampa Bay Rays satte han nytt personligt rekord med 15 strikeouts. Direkt efter det utsågs han för andra gången i karriären till Player of the Week i American League och litet senare till juni månads Pitcher of the Month i ligan för fjärde gången. Han togs i samma veva ut till sin femte all star-match, den fjärde i rad, och fick för första gången äran att starta matchen. Han var den första pitchern från Venezuela och den andra från Mariners efter Randy Johnson 1995 och 1997 att få detta prestigefyllda uppdrag. Vid den tidpunkten av säsongen var han 11–2 med en ERA på 2,12. Från och med den 18 maj till och med den 11 augusti gjorde Hernández 16 raka starter där han pitchade minst sju inningar och tillät högst två poäng. Med detta slog han Tom Seavers MLB-rekord från 1971 på 13 raka sådana starter. Under de 16 starterna var Hernández 9–2 med en ERA på 1,41. När säsongen summerades var Hernández 15–6 med en ERA på 2,14 och 248 strikeouts på 34 starter (236,0 innings pitched). För andra gången hade han lägst ERA i American League och han var även bäst i ligan i walks + hits per inning pitched (WHIP) (0,92), hits per nio innings pitched (6,48) och motståndarnas slaggenomsnitt (0,200). I alla dessa fyra kategorier satte han nya personliga rekord. Hans ERA var en förbättring av hans eget klubbrekord på 2,27 från 2010 och även hans WHIP var nytt klubbrekord. Det var även hans 18 wild pitches. Ingen pitcher i American League hade haft så låg ERA eller WHIP sedan 2000, då Pedro Martínez hade en ERA på 1,74 och en WHIP på 0,74. Vidare hade Hernández delat flest starter i ligan och där tangerade han sitt personliga rekord. Han satte även personliga rekord i strikeouts, walks per nio innings pitched (1,75) och strikeouts per walk (5,39). Han var tvåa i ligan i innings pitched. 2014 var hans sjätte raka säsong med minst 200 innings pitched och 200 strikeouts och det var bara tre pitchers i MLB:s historia som hade överträffat det – Tom Seaver (nio) samt Walter Johnson och Roger Clemens (sju). Han var den första pitchern i MLB:s historia att ha sex raka säsonger med minst 200 strikeouts och högst 75 walks. I omröstningen till American Leagues Cy Young Award kom han tvåa, knappt slagen av Corey Kluber.
Hernández startade 2015 sin åttonde Opening Day-match, den sjunde raka, och vann som vanligt efter bland annat tio strikeouts. Han var då fortfarande obesegrad på Opening Day (6–0, 1,49 ERA) och blev den fjärde pitchern i MLB sedan 1914 med minst tio strikeouts i minst tre starter på Opening Day, efter Bob Gibson, Randy Johnson och Pedro Martínez. Han gick upp som etta genom tiderna i Mariners historia när han passerade Jamie Moyers 2 093,0 innings pitched i en match den 29 april mot Texas Rangers. I hans nästa match, den 4 maj mot Los Angeles Angels of Anaheim, passerade han Johan Santana när han gjorde sin 1 989:e strikeout och blev därmed främst genom tiderna i MLB i denna kategori bland pitchers födda i Venezuela. Även i hans nästa match, den 10 maj mot Oakland Athletics, lyckades Hernández nå en milstolpe när han gjorde sin 2 000:e strikeout, som den fjärde yngsta genom tiderna i MLB (29 år och 32 dagar). De enda som varit yngre var Bert Blyleven, Sam McDowell och Walter Johnson. Under april och maj spelade Hernández mycket bra; på de tio starter han gjorde var han 8–1 med en ERA på 1,91 och två shutouts. I juni hade han dock ett par riktigt dåliga matcher; bland annat tillät han åtta poäng i en match mot Houston Astros den 12 juni där han byttes ut i första inningen efter bara en bränning, den delat kortaste starten i karriären (den andra gången blev han utbytt på grund av skada). Han togs ändå ut till sin sjätte all star-match, den femte i rad, och slog därmed Randy Johnsons klubbrekord på fem all star-matcher som pitcher. Bara Ken Griffey Jr., Ichiro Suzuki (båda tio) och Edgar Martínez (sju) hade valts till fler all star-matcher i Mariners historia. Efter all star-matchen gick det sämre för Hernández, vars ERA därifrån fram till säsongens slut var 4,48. I en av matcherna under denna period, den 15 augusti mot Boston Red Sox, tangerade han sitt bottenrekord på tio tillåtna poäng, och detta på bara 2,1 inningar. Sammantaget var det ändå en hyfsad säsong för Hernández, som var 18–9 med en ERA på 3,53 och 191 strikeouts på 31 starter (201,2 innings pitched). Hans två shutouts var tillräckliga för delad ledning i American League och han var delat tredje bäst i vinster. Bara Randy Johnson (tre) och Jamie Moyer (två) hade tidigare haft mer än en säsong med minst 18 vinster i Mariners historia. Från och med 2008 hade han nått 200 innings pitched varje säsong, vilket bara James Shields också hade mäktat med, och åtta sådana säsonger var även nytt klubbrekord. Hans ERA var dock den högsta sedan 2007 och han misslyckades med att nå 200 strikeouts för första gången sedan 2008. Detta var början på en nedåtgående trend för Hernández.

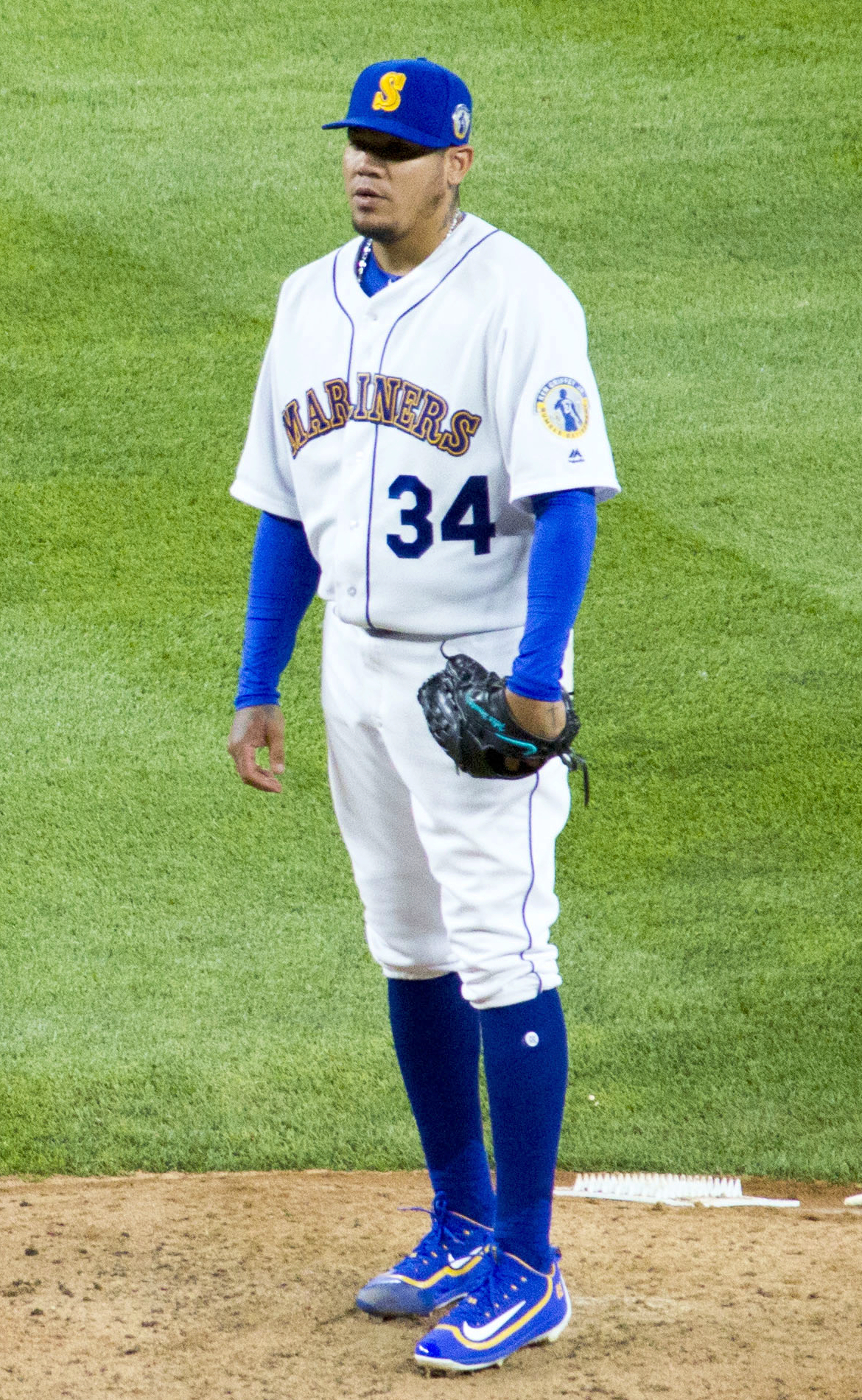
Hernández under en match i augusti 2016.

Hernández startade 2016 återigen Seattles första match för säsongen, för åttonde gången i rad och nionde gången totalt. För första gången förlorade han dock, trots att han bara tillät en hit. I samma match blev han även etta genom tiderna i MLB i innings pitched bland pitchers födda i Venezuela. Det tidigare rekordet på 2 264,0 innings pitched innehades av Freddy García. Den 23 april i en match mot Los Angeles Angels slog han Randy Johnsons klubbrekord när han gjorde sin 2 163:e strikeout och bara några veckor senare, den 9 maj mot Tampa Bay Rays, slog han Jamie Moyers klubbrekord när han vann sin 146:e match. I månadsskiftet maj/juni hamnade han på skadelistan, för bara tredje gången under karriären och första gången sedan 2008, med en muskelbristning i höger vad. Fram till dess var han 4–4 med en ERA på 2,86 på tio starter. Efter två starter i farmarligorna var han tillbaka i spel den 20 juli och från och med den matchen till och med säsongens sista match var Hernández 7–4 med en ERA på 4,48 på 15 starter. Totalt var han 11–8 med en ERA på 3,82 och 122 strikeouts på 25 starter (153,1 innings pitched). Det var hans åttonde raka säsong med minst tio vinster och han slog därmed Jamie Moyers klubbrekord, som var sju.
I mars 2017 deltog Hernández i World Baseball Classic för andra gången (se nedan). På Opening Day var det för tionde gången, och nionde gången i rad, han som fick förtroendet att starta årets första match för Seattle. Han förlorade för andra året i rad. Han tvingades avbryta en match den 25 april mot Detroit Tigers med axelproblem och det visade sig vara bursit, som han drabbades av även tolv år tidigare. Han gjorde tre starter för Seattles högsta farmarklubb innan han gjorde comeback för Mariners den 23 juni. I den matchen fick han sin 157:e vinst under MLB-karriären och passerade därmed Freddy García, som tidigare hade flest vinster i MLB bland pitchers födda i Venezuela. I början av augusti kom bursiten tillbaka och han tvingades till ett nytt uppehåll, som varade till mitten av september. Tack vare skadorna gjorde Hernández bara 16 starter (86,2 innings pitched) under säsongen, under vilka han var 6–5 med en ERA på 4,36 och 78 strikeouts. Inte sedan 2006 hade han haft en så hög ERA och inte sedan debutsäsongen 2005 hade han haft så få starter, vinster, innings pitched och strikeouts.
För elfte och sista gången, och tionde gången i rad, startade Hernández på Opening Day 2018. Bara Jack Morris (14) samt Robin Roberts och Tom Seaver (båda tolv) hade tidigare startat fler gånger i rad på Opening Day i MLB:s historia (sedan 1908) och bara nio pitchers, med Seaver (16) i spetsen, hade gjort fler än elva sådana starter totalt (också sedan 1908). Han vann matchen och förbättrade sitt facit på Opening Day till 7–2 med en ERA på 1,52. Vidare var detta den sjätte starten på Opening Day där han tillät högst en poäng, delat näst flest i MLB:s historia efter Walter Johnson (åtta) och hans ERA var också näst bäst i MLB:s historia efter Johnsons 1,31 bland pitchers med minst 70 innings pitched på Opening Day. Detta var dock i princip det enda positiva man kunde säga om 2018 års säsong för Hernández. Han missade en start i juli på grund av ryggproblem och den 7 augusti, i en match mot Texas Rangers, tillät han elva poäng, flest dittills under karriären. Efter det var han 8–10 med en ERA på 5,73. Två dagar senare förpassades han för första gången till avbytarbänken (bullpen) och han gjorde sitt första inhopp i karriären den 14 augusti i en match mot Oakland Athletics, efter 398 starter. Bara Mike Mussina (498) hade tidigare gjort fler starter i MLB före det första inhoppet. Tack vare en skada på en av klubbens starters blev det bara ett inhopp innan Hernández var tillbaka som starter igen. Han avslutade säsongen dåligt – på de sista elva matcherna var han 0–8 med en ERA på 6,34. Under den perioden fick han också hoppa över några starter på grund av problem med hamstringsmusklerna. Totalt var det hans klart sämsta säsong dittills. Han var 8–14 med en ERA på 5,55 och 125 strikeouts på 29 matcher, varav 28 starter (155,2 innings pitched). Hans tidigare sämsta ERA var 4,52 från 2006 och han satte även nytt bottenrekord i WHIP med 1,40. Han tillät 27 homeruns, fler än under någon tidigare säsong trots att han bara pitchade drygt 150 inningar. Allt detta när han hade den sjätte högsta lönen i American League på nästan 27 miljoner dollar.
2019 var sista säsongen på Hernández sjuårskontrakt och med en lön på nästan 28 miljoner dollar, sjätte högst i American League, hade han mest blivit en belastning för Mariners. För första gången sedan 2008 fick han inte starta öppningsmatchen utan han degraderades i stället till att vara klubbens femte starter och i den rollen vann han sin första start för året. Detta skulle dock visa sig vara den enda vinsten han fick på hela säsongen. Den 11 maj i en match mot Boston Red Sox nådde han milstolpen 2 500 strikeouts som den 36:e pitchern i MLB:s historia och den sjätte yngsta. De fem som hade varit yngre var alla invalda i National Baseball Hall of Fame – Nolan Ryan, Walter Johnson, Pedro Martínez, Tom Seaver och Bert Blyleven. Bara elva pitchers hade tidigare haft så många strikeouts för en och samma klubb. Han förlorade dock matchen och var efter det 1–4 med en ERA på 6,52. Dagen efter placerades han på skadelistan med en muskelbristning i höger axel och först i slutet av augusti, efter fem starter i farmarligorna, kunde Hernández göra comeback efter skadan. Han lyckades inte förbättra sitt spel nämnvärt och den 26 september gjorde han sin 419:e och sista match för Seattle, efter vilken han tog ett känslosamt farväl av hemmasupportrarna. Under 2019 var Hernández 1–8 med en ERA på 6,40 och 57 strikeouts på 15 starter (71,2 innings pitched). Han hade aldrig tidigare pitchat så litet under en säsong och satte också nya personliga lågvattenmärken i vinster, ERA, strikeouts, motståndarnas slaggenomsnitt (0,291) och WHIP (1,53). Det var femte säsongen i rad som han försämrade sin ERA och andra säsongen i rad som han hade en period med åtta raka förluster. Han var särskilt dålig på bortaplan (0–6, 9,17 ERA). Trots detta var han utan tvekan en av de största spelarna i Mariners historia. Bland de många klubbrekord han innehade när han lämnade klubben kan nämnas 418 starter, 169 vinster, 2 524 strikeouts och 2 729,2 innings pitched. Efter säsongen blev han free agent för första gången.

#### Atlanta Braves
I januari 2020 skrev Hernández på ett minor league-kontrakt med Atlanta Braves, som innehöll en inbjudan till klubbens försäsongsträning. 2020 års säsong sköts dock upp på grund av covid-19-pandemin, och när den väl skulle komma igång i juli meddelade Hernández att han inte ville spela på grund av oro för pandemin.

#### Baltimore Orioles
Även inför 2021 års säsong skrev Hernández på ett minor league-kontrakt, denna gång med Baltimore Orioles.

### Internationellt
Hernández representerade Venezuela vid World Baseball Classic 2009 och 2017. 2009 tog Venezuela brons och Hernández bidrog med ett inhopp och en start, i vilka han vann båda med en ERA på 0,00 (8,2 innings pitched). 2017 startade han två matcher och var 0–1.

## Spelstil
Hernández har under karriären använt sig av flera olika sorters kast. De vanligaste, framför allt i början av karriären, har varit en sinker och en four-seam fastball, men under årens lopp har han använt sig mer och mer av långsammare kast såsom en curveball och en changeup. Han kastar även en slider. Hastigheten på kasten har stadigt sjunkit över åren. Tidigt i karriären kunde han kasta sina fastballs i en hastighet av nästan 100 miles per hour (161 kilometer i timmen), men detta har numera sjunkit till cirka 90 miles per hour (145 kilometer i timmen). Hans changeup har minskat i hastighet från cirka 90 miles per hour (145 kilometer i timmen) till cirka 85 miles per hour (137 kilometer i timmen) och detsamma gäller hans slider. Hans curveball har på motsvarande sätt minskat från cirka 85 miles per hour (137 kilometer i timmen) till cirka 80 miles per hour (129 kilometer i timmen).

## Statistik

### Major League Baseball

#### Grundserien
| År             | Klubb          | W                                                    | L                                                    | ERA                                                  | G                                                    | GS                                                   | CG                                                   | SHO                                                  | HLD                                                  | SV                                                   | SVO                                                  | IP                                                   | H                                                    | R                                                    | ER                                                   | HR                                                   | HB                                                   | WP                                                   | BB                                                   | IBB                                                  | SO                                                   | AVG                                                  | WHIP                                                 |
| -------------- | -------------- | ---------------------------------------------------- | ---------------------------------------------------- | ---------------------------------------------------- | ---------------------------------------------------- | ---------------------------------------------------- | ---------------------------------------------------- | ---------------------------------------------------- | ---------------------------------------------------- | ---------------------------------------------------- | ---------------------------------------------------- | ---------------------------------------------------- | ---------------------------------------------------- | ---------------------------------------------------- | ---------------------------------------------------- | ---------------------------------------------------- | ---------------------------------------------------- | ---------------------------------------------------- | ---------------------------------------------------- | ---------------------------------------------------- | ---------------------------------------------------- | ---------------------------------------------------- | ---------------------------------------------------- |
| 2005           | SEA            | 4                                                    | 4                                                    | 2,67                                                 | 12                                                   | 12                                                   | 0                                                    | 0                                                    | 0                                                    | 0                                                    | 0                                                    | 84,1                                                 | 61                                                   | 26                                                   | 25                                                   | 5                                                    | 2                                                    | 3                                                    | 23                                                   | 0                                                    | 77                                                   | 0,203                                                | 1,00                                                 |
| 2006           | SEA            | 12                                                   | 14                                                   | 4,52                                                 | 31                                                   | 31                                                   | 2                                                    | 1                                                    | 0                                                    | 0                                                    | 0                                                    | 191,0                                                | 195                                                  | 105                                                  | 96                                                   | 23                                                   | 6                                                    | 11                                                   | 60                                                   | 2                                                    | 176                                                  | 0,262                                                | 1,34                                                 |
| 2007           | SEA            | 14                                                   | 7                                                    | 3,92                                                 | 30                                                   | 30                                                   | 1                                                    | 1                                                    | 0                                                    | 0                                                    | 0                                                    | 190,1                                                | 209                                                  | 88                                                   | 83                                                   | 20                                                   | 3                                                    | 7                                                    | 53                                                   | 4                                                    | 165                                                  | 0,281                                                | 1,38                                                 |
| 2008           | SEA            | 9                                                    | 11                                                   | 3,45                                                 | 31                                                   | 31                                                   | 2                                                    | 0                                                    | 0                                                    | 0                                                    | 0                                                    | 200,2                                                | 198                                                  | 85                                                   | 77                                                   | 17                                                   | 8                                                    | 8                                                    | 80                                                   | 7                                                    | 175                                                  | 0,261                                                | 1,39                                                 |
| 2009           | SEA            | 19                                                   | 5                                                    | 2,49                                                 | 34                                                   | 34                                                   | 2                                                    | 1                                                    | 0                                                    | 0                                                    | 0                                                    | 238,2                                                | 200                                                  | 81                                                   | 66                                                   | 15                                                   | 8                                                    | 17                                                   | 71                                                   | 0                                                    | 217                                                  | 0,227                                                | 1,14                                                 |
| 2010           | SEA            | 13                                                   | 12                                                   | 2,27                                                 | 34                                                   | 34                                                   | 6                                                    | 1                                                    | 0                                                    | 0                                                    | 0                                                    | 249,2                                                | 194                                                  | 80                                                   | 63                                                   | 17                                                   | 8                                                    | 14                                                   | 70                                                   | 1                                                    | 232                                                  | 0,212                                                | 1,06                                                 |
| 2011           | SEA            | 14                                                   | 14                                                   | 3,47                                                 | 33                                                   | 33                                                   | 5                                                    | 0                                                    | 0                                                    | 0                                                    | 0                                                    | 233,2                                                | 218                                                  | 99                                                   | 90                                                   | 19                                                   | 7                                                    | 12                                                   | 67                                                   | 0                                                    | 222                                                  | 0,248                                                | 1,22                                                 |
| 2012           | SEA            | 13                                                   | 9                                                    | 3,06                                                 | 33                                                   | 33                                                   | 5                                                    | 5                                                    | 0                                                    | 0                                                    | 0                                                    | 232,0                                                | 209                                                  | 84                                                   | 79                                                   | 14                                                   | 12                                                   | 13                                                   | 56                                                   | 0                                                    | 223                                                  | 0,241                                                | 1,14                                                 |
| 2013           | SEA            | 12                                                   | 10                                                   | 3,04                                                 | 31                                                   | 31                                                   | 0                                                    | 0                                                    | 0                                                    | 0                                                    | 0                                                    | 204,1                                                | 185                                                  | 74                                                   | 69                                                   | 15                                                   | 3                                                    | 13                                                   | 46                                                   | 1                                                    | 216                                                  | 0,242                                                | 1,13                                                 |
| 2014           | SEA            | 15                                                   | 6                                                    | 2,14                                                 | 34                                                   | 34                                                   | 0                                                    | 0                                                    | 0                                                    | 0                                                    | 0                                                    | 236,0                                                | 170                                                  | 68                                                   | 56                                                   | 16                                                   | 5                                                    | 18                                                   | 46                                                   | 1                                                    | 248                                                  | 0,200                                                | 0,92                                                 |
| 2015           | SEA            | 18                                                   | 9                                                    | 3,53                                                 | 31                                                   | 31                                                   | 2                                                    | 2                                                    | 0                                                    | 0                                                    | 0                                                    | 201,2                                                | 180                                                  | 80                                                   | 79                                                   | 23                                                   | 9                                                    | 10                                                   | 58                                                   | 0                                                    | 191                                                  | 0,240                                                | 1,18                                                 |
| 2016           | SEA            | 11                                                   | 8                                                    | 3,82                                                 | 25                                                   | 25                                                   | 0                                                    | 0                                                    | 0                                                    | 0                                                    | 0                                                    | 153,1                                                | 138                                                  | 76                                                   | 65                                                   | 19                                                   | 10                                                   | 6                                                    | 65                                                   | 0                                                    | 122                                                  | 0,239                                                | 1,32                                                 |
| 2017           | SEA            | 6                                                    | 5                                                    | 4,36                                                 | 16                                                   | 16                                                   | 0                                                    | 0                                                    | 0                                                    | 0                                                    | 0                                                    | 86,2                                                 | 86                                                   | 46                                                   | 42                                                   | 17                                                   | 6                                                    | 8                                                    | 26                                                   | 0                                                    | 78                                                   | 0,258                                                | 1,29                                                 |
| 2018           | SEA            | 8                                                    | 14                                                   | 5,55                                                 | 29                                                   | 28                                                   | 0                                                    | 0                                                    | 0                                                    | 0                                                    | 0                                                    | 155,2                                                | 159                                                  | 107                                                  | 96                                                   | 27                                                   | 12                                                   | 11                                                   | 59                                                   | 0                                                    | 125                                                  | 0,262                                                | 1,40                                                 |
| 2019           | SEA            | 1                                                    | 8                                                    | 6,40                                                 | 15                                                   | 15                                                   | 0                                                    | 0                                                    | 0                                                    | 0                                                    | 0                                                    | 71,2                                                 | 85                                                   | 58                                                   | 51                                                   | 17                                                   | 6                                                    | 5                                                    | 25                                                   | 0                                                    | 57                                                   | 0,291                                                | 1,53                                                 |
| 2020           | ATL            | Valde att inte spela på grund av coronaviruspandemin | Valde att inte spela på grund av coronaviruspandemin | Valde att inte spela på grund av coronaviruspandemin | Valde att inte spela på grund av coronaviruspandemin | Valde att inte spela på grund av coronaviruspandemin | Valde att inte spela på grund av coronaviruspandemin | Valde att inte spela på grund av coronaviruspandemin | Valde att inte spela på grund av coronaviruspandemin | Valde att inte spela på grund av coronaviruspandemin | Valde att inte spela på grund av coronaviruspandemin | Valde att inte spela på grund av coronaviruspandemin | Valde att inte spela på grund av coronaviruspandemin | Valde att inte spela på grund av coronaviruspandemin | Valde att inte spela på grund av coronaviruspandemin | Valde att inte spela på grund av coronaviruspandemin | Valde att inte spela på grund av coronaviruspandemin | Valde att inte spela på grund av coronaviruspandemin | Valde att inte spela på grund av coronaviruspandemin | Valde att inte spela på grund av coronaviruspandemin | Valde att inte spela på grund av coronaviruspandemin | Valde att inte spela på grund av coronaviruspandemin | Valde att inte spela på grund av coronaviruspandemin |
| Totalt (15 år) | Totalt (15 år) | 169                                                  | 136                                                  | 3,42                                                 | 419                                                  | 418                                                  | 25                                                   | 11                                                   | 0                                                    | 0                                                    | 0                                                    | 2 729,2                                              | 2 487                                                | 1 157                                                | 1 037                                                | 264                                                  | 105                                                  | 156                                                  | 805                                                  | 16                                                   | 2 524                                                | 0,242                                                | 1,21                                                 |

     = Bäst i Major League Baseball
     = Bäst i American League
     = Sämst i Major League Baseball
     = Sämst i American League

## Privatliv
Hernández är gift med Sandra och de har två barn, en dotter som heter Mia och en son som heter Jeremy. Hans närmaste kallar honom Abraham, inte Félix.
I september 2018 blev Hernández amerikansk medborgare.